# Philippe Kahn
Philippe Kahn (nacido el 16 de marzo de 1952) es un ingeniero y empresario fundador de 4 empresas, conocido por ser el creador de la primera fotografía tomada con un teléfono y compartida al instante desde una red pública. Kahn ha fundado cuatro empresas de tecnología: Fullpower Technologies, Starfish Software, LightSurf Technologies y Borland.

## Primeros años, educación y áreas de intereses
Kahn, hijo de inmigrantes judíos de escasos recursos, se crio en París, Francia. Su padre era Charles-Henri Kahn (1915-1999) y su madre Claire Monis (1922-1967). Su madre fue una sobreviviente de Auschwitz, era violinista y teniente de la resistencia francesa, su padre era un ingeniero mecánico autodidacta con una inclinación socialista.
Kahn estudió matemáticas en la ETH Zúrich, Suiza (Instituto Politécnico Federal de Suiza), gracias a una beca completa y en la Universidad de Niza, Francia. Obtuvo el máster en Matemáticas y también se especializó en composición y musicología (musicology) para concierto de flauta clásica en el Conservatorio de Música de Zúrich en Suiza.
Ya como estudiante, Kahn desarrolló un software para la familia de ordenadores MICRAL. El MICRAL está ahora acreditado por el  Computer History Museum como el primer ordenador personal basado en un microprocesador.
Estudió musicología y flauta clásica en el Conservatorio Superior de Música de Zúrich, le encanta la música clásica y el jazz contemporáneo. 
Philippe Kahn enseñó matemáticas en Grenoble y luego en Cagnes-sur-Mer.
Apasionado de la navegación, creó el equipo de vela “Pegasus Racing” para el que escribe el blog.
Navegante de alta mar, realizó más de una docena de cruces transpacíficos y ostenta el récord de Transpac a dos (con dos tripulantes) desde San Francisco a Oahu, Hawái. Ganó la división de a dos de la Transpacific Yacht Race 2009, que va desde Los Ángeles a Hawái, y estableció el récord de Transpac de 7 días y 19 horas, superando el tiempo anterior de 10 días y 4 horas.

## Vida personal
Kahn está casado en la actualidad con  Sonia Lee, con quien cofundó Fullpower Technologies, LightSurf y Starfish Software, y con quien tiene una hija. Kahn tiene otros tres hijos de un matrimonio anterior (Laura, Estelle y Samuel).

## Tecnología

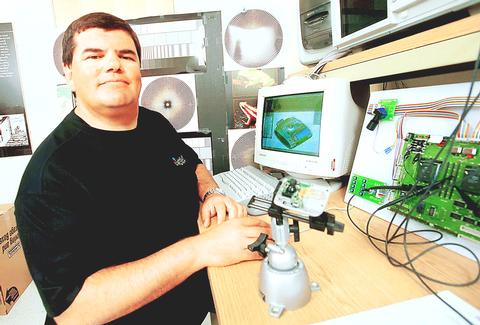
Philippe Kahn trabajando en el primer teléfono con cámara

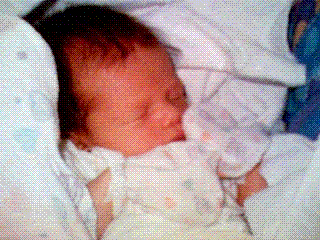
11 de junio de 1997, Santa Cruz, CA: Imagen de Philippe Kahn después del cumpleaños de su hija.

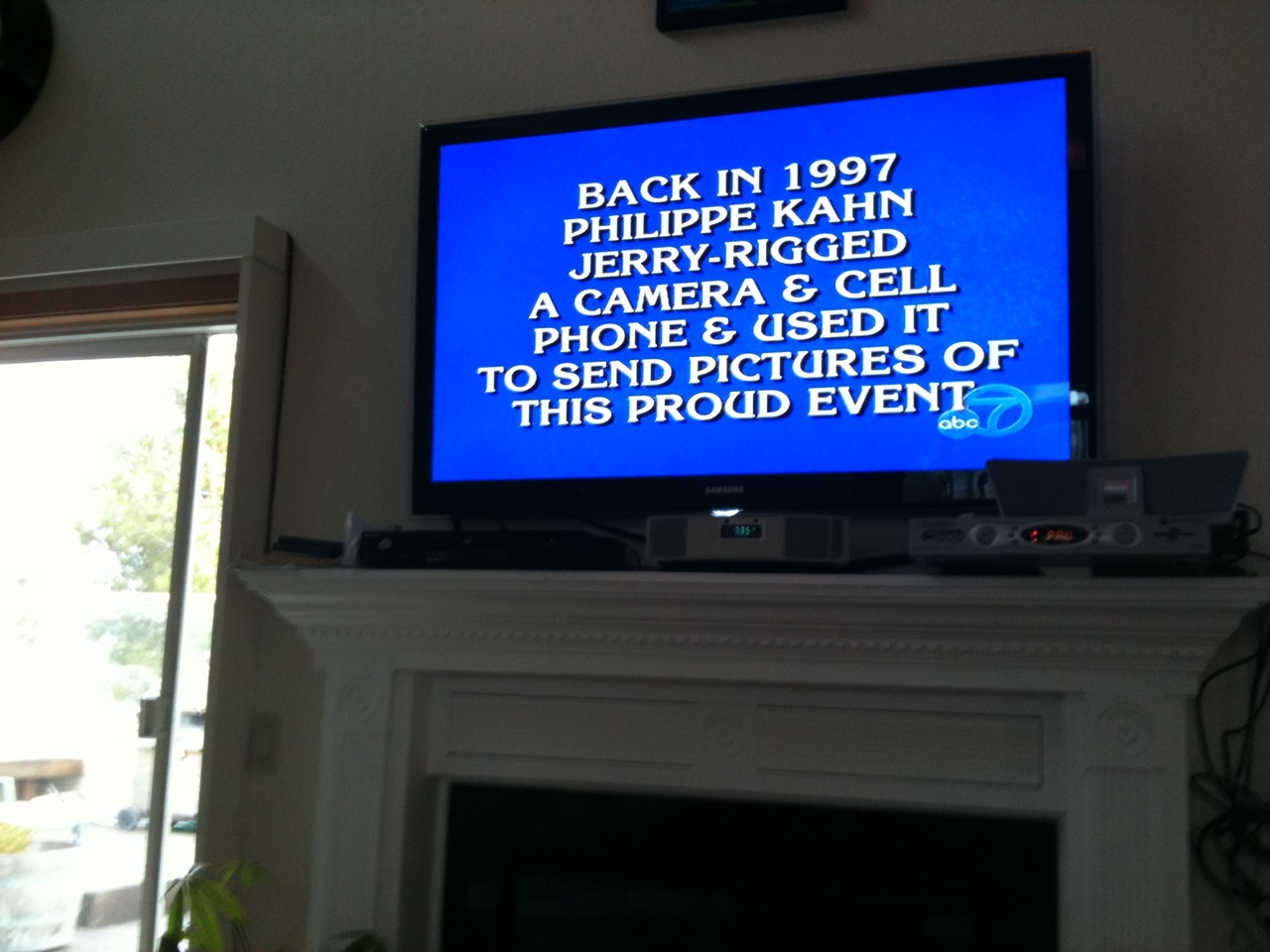
1 de julio de 2010, Double Jeopardy Question

Kahn ha fundado cuatro empresas de software: Fullpower Technologies, fundada en 2003, LightSurf Technologies, fundada en 1998 (adquirida por VeriSign en 2005), Starfish Software, fundada en 1994 (adquirida por Motorola en 1998), y Borland, fundada en 1982 (adquirida por Micro Focus en 2009).

## Inicio de la comunicación visual instantánea
El 11 de junio de 1997, Philippe Kahn consigue compartir por primera vez, sin cables y a través de una red pública, la fotografía de su hija recién nacida con miles de familiares, amigos y compañeros de trabajo de todo el mundo. Tras su descubrimiento, Philippe trabajó para Motorola para producir el primer móvil con cámara integrada.
El procedimiento que Philippe siguió fue el siguiente: primero hizo la fotografía de su hija Sophie con una cámara compacta, luego la transfirió a su ordenador portátil. Al ver que no tenía conexión inalámbrica (aún no existía el Wi-Fi), decidió utilizar la señal de su teléfono móvil para enviar la fotografía del portátil a su ordenador de casa que siempre tenía conectado a Internet. Una vez que la fotografía llegó a su PC, ésta se reenvió por correo a los contactos de Philippe en tiempo real.  Nacía la comunicación visual instantánea.
El gran invento tuvo lugar en el hospital donde nació la hija de Philippe Kahn. Mientras esperaba la llegada de su hija, recibió una llamada por el móvil. Después de colgar, se dio cuenta de que quería enviar una fotografía al instante, como quien envía voz al hablar por el móvil. Así que se puso a trabajar en la sala de espera del hospital. Fueron 18 horas las que Philippe estuvo trabajando bajo presión y sin ayuda, deseando encontrar la clave para enviar un archivo desde el móvil. Cuando lo llamaron para ver a su hija, él ya lo tenía todo preparado, sólo había que hacer la foto.
En 2016, la revista Time incluyó la primera fotografía que Kahn tomó con su teléfono móvil en su lista de las 100 fotografías más influyentes de todos los tiempos. En 2017, Subconscious Films creó un cortometraje que recrea el día en que Philippe compartió instantáneamente la primera foto del nacimiento de su hija Sophie tomada con su teléfono móvil.

### Borland (1982–1995)
Kahn fue presidente y consejero delegado desde el inicio cuando, sin capital de riesgo, Borland pasó de no tener ingresos a ganar 500 millones de dólares por tasa de ejecución. Kahn fue el cofundador de Borland desde 1982 hasta 1994, cuando Borland era un competidor de Microsoft. Kahn y el consejo de Borland llegaron a un desacuerdo sobre la manera de enfocar la empresa y en enero de 1995, Kahn fue obligado por el consejo a dimitir de su cargo de director general. Cuando Borland fue adquirida por Micro Focus, el 6 de mayo de 2009, el San Jose Mercury News informó que Kahn calificó el acuerdo como un  "gran ajuste" y la "sinergia de ambas compañías ha llevado a un excelente resultado para los empleados, clientes y accionistas".

#### Turbo Pascal y Sidekick
El primer éxito comercial de Borland fue el primer organizador de escritorio, SideKick, seguido de Turbo Pascal, lanzado en noviembre de 1983. Borland creció hasta tener una línea de productos de herramientas de desarrollo, así como un conjunto de productos para la oficina que competían directamente con Microsoft y Lotus/IBM.
Borland salió a bolsa con éxito en Londres en 1986, seguido de una IPO en EE. UU. en 1989 y 1991. Kahn se convirtió en un ejecutivo exitoso en el negocio de la alta tecnología.

#### Compitiendo contra Microsoft
Borland compitió contra Microsoft en la década de 1980 y principios de la siguiente. Presidente, CEO y Chairman de Borland desde el principio y llevó a Borland desde una empresa de capital de riesgo sin ventas a un negocio de 500 millones de dólares, Kahn tuvo un desacuerdo estratégico con el Consejo de Administración de Borland. El Consejo obligó a Kahn a dimitir en enero de 1995. Sin embargo, permaneció en la Junta como Director hasta noviembre de 1996, demostrando su apoyo y lealtad hasta su dimisión a pesar de la controversia. Kahn ocupó altos cargos en Borland durante doce años.

### Starfish Software (1994–1998)
Starfish Software fue fundada en 1994 por Philippe Kahn como un spin-off simplificado de la unidad de negocio de Borland. La visión de los fundadores de Starfish era la "sincronización global y la integración de dispositivos inalámbricos y de línea fija", lo que se tradujo en la plataforma TrueSync a: "Introducir o editar la información en cualquier lugar, la sincronización es automática en todas partes." Starfish desarrolló la mayor parte de la investigación básica para la sincronización de dispositivos, especialmente en la industria inalámbrica. TrueSync fue el primer sistema de sincronización Over-The-Air (OTA). Finalmente, Motorola adquirió Starfish por 325 millones de dólares en 1998. 

### LightSurf Technologies (1997–2005)
Kahn fundó  LightSurf en 1998 poco después de haber creado el primer teléfono con cámara capaz de compartir fotografías al instante en las redes públicas en 1997.
La tecnología principal de LightSurf son 6 estándares abiertos de Plataforma MMS LightSurf, era un conjunto de servicios MMS, de envío y de gestión que permitía a los usuarios capturar, ver, anotar y compartir mensajes multimedia con cualquier teléfono o dirección de correo electrónico, independientemente del dispositivo, tipo de archivo u operador de red.
Los productos de LightSurf incluyen la primera solución para móvil de mensajes de imagen en América del Norte  (GSM), La primera solución de mensajería de imágenes móviles en una red  GPRS , la primera solución de MMS entre operadores desplegado comercialmente en América del Norte. También incluye el mayor volumen de mensajes con fotos y video en América del Norte y más de 400 millones de mensajes multimedia compartidos en la red de  Sprint (alimentado por LightSurf).
En 2005, LightSurf fue adquirida por  VeriSign por 300 millones de dólares. Después,  Syniverse Technologies adquirió el software en 2009 de VeriSign.

### Fullpower Technologies (2003–Actualidad)
Fullpower, fundada en 2003 y se centra en la convergència de las ciencias, la tecnología inalámbrica, la nanotecnología y los sistemas microelectromecánicos. Su plataforma tecnológica MotionX es muy conocida.
Presentado por primera vez en público con el lanzamiento de la Apple's App Store en julio de 2008, MotionX proporciona la tecnología subyacente para el funcionamiento de la navegación y las aplicaciones de fitness de la App Store. Estos incluyen:
- Nike+ GPS, lanzada en septiembre de 2010, la aplicación líder de fitness para iPhone y iPod Touch.  MotionX proporciona la tecnología subyacente de la aplicación GPS Nike +. "Tomamos gran cuidado en la evaluación de las tecnologías de detección y elegimos la plataforma MotionX por ser superior", dijo Stefan Olander, Vicepresidente de Digital Sport de Nike.[26]
- MotionX-GPS Drive, lanzada en septiembre de 2009, la aplicación de navegación más descargada para iPhone.
- MotionX-GPS, lanzada en octubre de 2008, la aplicación de multi-deporte y navegación GPS para el iPhone.
- Sleep by MotionX, lanzada en marzo de 2012,

## Patentes
Kahn ha presentado o recibido más de 230 patentes a nivel internacional, en áreas como herramientas de modelado de inteligencia artificial, Internet de las cosas, detección de movimiento, tecnología portátil, sistemas de posicionamiento global, telecomunicaciones, telemedicina y monitoreo del sueño.

## Defensa de los derechos de los homosexuales
Bajo el liderazgo de Kahn, Borland se convirtió en la primera empresa de software en ofrecer todos los beneficios a las parejas domésticas y en un pionero de los derechos de los homosexuales en Silicon Valley. Kahn fue un orador principal en la conferencia sobre derechos de los homosexuales celebrada en el campus de Apple el 19 de octubre de 1993.

## Fundación Lee-Kahn
Kahn y su mujer Sonia dirigen la Fundación Lee-Kahn. Según el sitio web de la Fundación, patrocina organizaciones locales y nacionales sin ánimo de lucro centradas en causas ambientales y trabaja para mejorar el acceso a la sanidad, la educación y las artes.